# Луговое (озеро)
Лугово́е (бел. Лугаво́е) — озеро в Городокском районе Витебской области. Относится к бассейну реки Усыса, протекающей через озеро.

## Описание
Озеро Луговое расположено на юго-западной окраине города Городок.
Площадь поверхности водоёма составляет 0,4 км², длина — 1,18 км, максимальная ширина — 0,55 км. Средняя глубина озера — 4,1 м, наибольшая — 12,9 м. На глубины до 2 м приходится 28 % площади озера. Береговая линия извилистая, длиной 3,39 км. Водосбор располагается в пределах Городокской возвышенности. Площадь водосбора — 224 км².

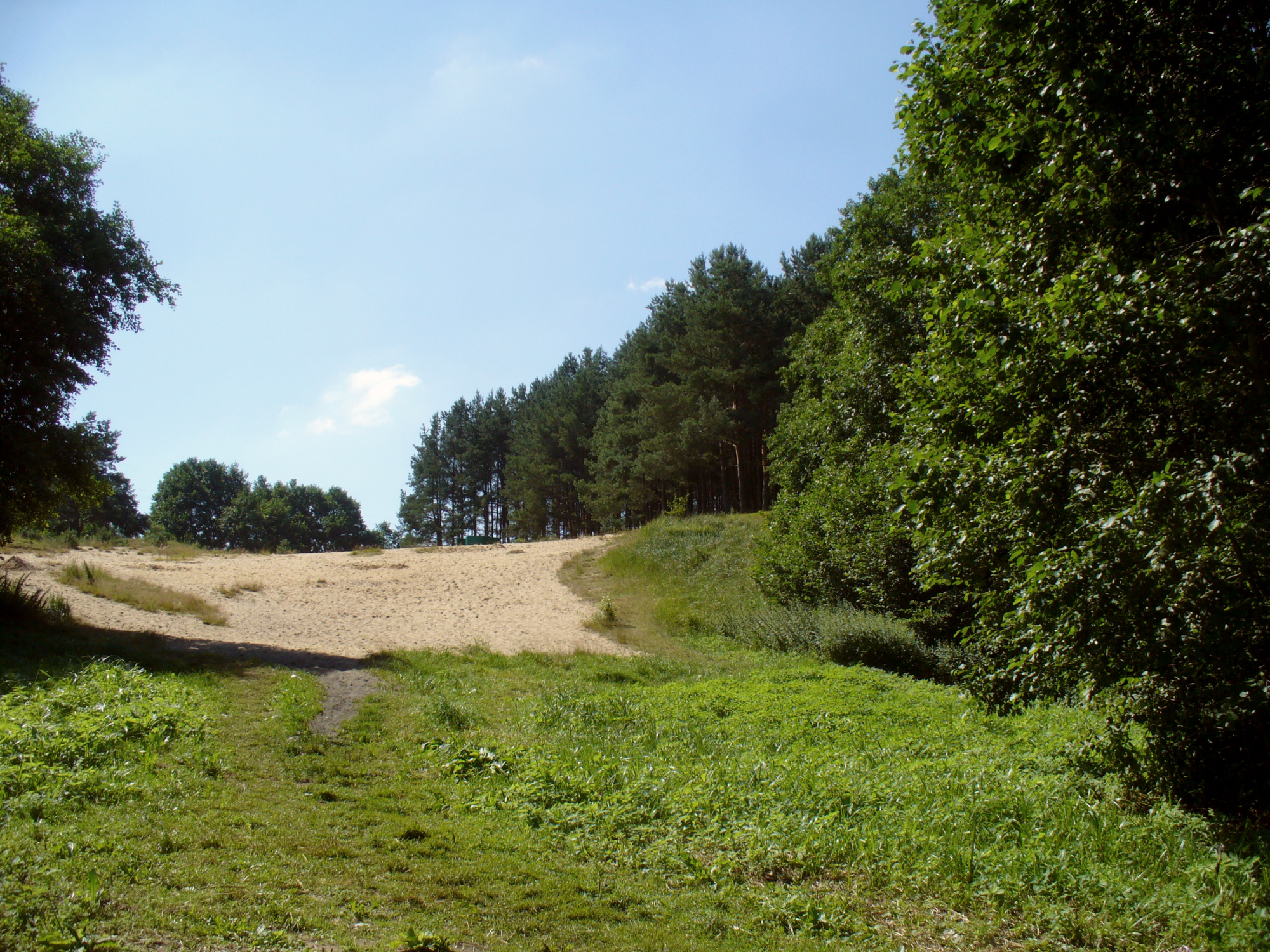
Один из склонов котловины

Котловина лопастной формы, вытянутая с северо-востока на юго-запад. На севере и северо-западе присутствуют два залива. Склоны крутые песчаные и супесчаные высотой до 14 м, на юге до 20 м, частично занятые сосновым лесом. Берега низкие, до 0,3 м высотой. Наибольшая глубина отмечается возле северо-восточного берега. Дно на мелководье песчаное, на глубине илистое.
Минерализация воды достигает 215 мг/л, прозрачность — около 1 м. Озеро эвтрофное.
Через водоём протекает река Усыса (впадает под названием Горожанка) и соединяет его с озером Ореховое.

## Флора и фауна
До глубины 1,5 м зарастает аиром, тростником, хвощом, кувшинкой, до глубины 2,5 м — подводной растительностью. Наиболее сильно зарастает северо-западная часть водоёма.
В озере водятся щука, линь, карась, налим, окунь, плотва, густера, голавль, елец.

## Рекреационный потенциал
Берега озера являются местом отдыха и проведения спортивных соревнований (урочище Воробьёвы Горы).
Известен археологический памятник — курганный могильник на левом берегу реки Горожанка.